# استان جراده
استان جراده (به فرانسوی: Province de Jerada) یک استان در مراکش است که در منطقه شرق واقع شده‌است. استان جراده ۱۵۰٬۸۴۰ نفر جمعیت دارد.